# هانه‌دا بوگیو
هانه‌دا بوگیو (به ژاپنی: 羽田奉行 Haneda bugyō)، مقامات شوگون‌سالاری توکوگاوا در دوره ادو ژاپن بودند. تفاسیر مرسوم، این عناوین ژاپنی را به عنوان «کمیسر»، «ناظر» یا «فرماندار» تعبیر کرده‌اند. این دفتر در سال ۱۸۴۲ ایجاد شد. این عنوان شوگون معرف یک مقام مسئول برای اداره بندر اوتا-کو، توکیو و تجارت خارجی در این منطقه است. تعداد مردانی که همزمان این عنوان را در اختیار دارند، در طول زمان متفاوت خواهد بود.
در فوریه ۱۸۵۴، دریاسالار متیو سی. پری بدون مانع وارد بندر ادو شد و اسکادران آمریکایی خود را در بندر هاندا لنگر انداخت.